# Jonas Suchanek
Jonas Suchanek (f. 24. oktober,1981) er en dansk forfatter med tjekkiske rødder. Han blev født i Tjekkoslovakiet (CSSR), i byen Olomouc i det østlige Mähren. Familien tilhører landets græsk-tjekkiske mindretal.
Suchaneks familie flygtede til Danmark i 1989, kort før Fløjlsrevolutionen. Efter et ophold i Sandholmlejren bosatte de sig i Nordjylland, nærmere bestemt i Aalborg og Arden.
I 2001 flyttede Suchanek til København. Han gik på Forfatterskolen i 2006-2008. I 2014 debuterede han på Gyldendal med romanen Do danska. Samme år blev han nomineret til Bogforums debutantpris.
Suchanek har siden udgivet romanerne Vi er BOHEMER i 2016, Hvem er den mand / Hvad laver han her? i 2017 og Kilden til al værdi i 2020. I 2019 oversatte han den tjekkoslovakiske forfatter Egon Hostovskýs efterkrigstidsroman Skjul (Úkryt) for forlaget Silkefyret.
Fra 2020 til 2022 var han redaktør i den selvstændige skønlitterære redaktion Lycius under Forlaget Gladiator.

## Litterær stil
Jonas Suchaneks bøger er kortfattede og autofiktive, med identitet og "mangel på ståsted, mangel på rødder" som centrale temaer. Hans værker præges af en moderne klassebevidsthed; han er blevet omtalt som en repræsentant for ”ny, opdateret arbejderlitteratur”, vi er BOHEMER blev betegnet som ”underklasselitteratur”. Hans stil beskrives som ”kølig og knap, renset for ekspressiv dynamik” samt ”humoristisk, usentimental og ligefrem”.

## Udgivelser

### Romaner
- Do danska, Gyldendal, 2014
- Vi er BOHEMER, Gyldendal, 2016
- Hvem er den mand / Hvad laver han her? Gyldendal, 2017
- Kilden til al værdi, Gladiator, 2020

### Oversættelser
- Skjul, Silkefyret, 2019 (Egon Hostovský, Úkryt, 1946)

### Andet
- Forfatterskolens afgangsantologi 2008, Basilisk, 2008

### Udvalgte anmeldelser
- Weekendavisen: Jonas Suchanek diverterer sin læser fyrsteligt med igen og igen at gå omhyggeligt i hundene
- Jyllands-Posten: Jonas Suchanek skriver vedkommende om arbejde, fædre og forfatterskab
- Politiken: Tag på forrygende litterær boligjagt med underklassen
- Jyllands-Posten: Jonas Suchanek overbeviser i sin ”svære toer”
- Berlingske: En nydansker bliver til. Debutanten Jonas Suchanek skildrer prunkløst flygtningebarnets afmagt og rodløshed
- Politiken (Skjul): 5 hjerter: De 140 sider føles som et langt sug ind i en gudsforladt verden

### Andre links
- Radio 24Syv @ Hvem er den mand / Hvad laver han her?
- Politiken @ Vi er BOHEMER – “København er blevet en neoliberal rigmandsghetto’
- PLAV - Dánskem Nedánskem
- Český Rozhlas Vltava, radiointerview med Daniela Vrbová
- Jonas Suchaneks hjemmeside